# Goroń tatrzański
Goroń tatrzański  (Carpathobyrrhulus tatricus) – gatunek chrząszcza z rodziny otrupkowatych i podrodziny Byrrhinae. Endemit Tatr.

## Taksonomia
Gatunek ten opisany został po raz pierwszy w 1957 roku przez Macieja Mroczkowskiego na podstawie 87 okazów odłowionych w 27 różnych lokalizacjach w polskiej części Tatr. Holotyp i allotyp odłowione zostały w czerwcu 1936 roku przez Edwarda Mazura, odpowiednio w Dolinie Starorobociańskiej (miejsce typowe) oraz Dolinie Kasprowej. Okazy te pierwotnie oznaczano jako Carpathobyrrhulus transsylvanicus. Odkrycia, że należą one do nowego gatunku, dokonał Mroczkowski w ramach analizy materiałów prowadzonej celem napisania zeszytu „Kluczy do oznaczania owadów Polski” poświęconego otrupkowatym.

## Wygląd
Chrząszcz o krótkim, owalnym, silnie wysklepionym ciele długości od 3,8 do 5,5 mm. Ubarwienie wierzchu ciała charakteryzuje się metalicznym połyskiem, zwykle zielonym, rzadziej niebieskim, czarnym, fioletowo-zielonym lub złocistym. Spód ciała jest czarny, rzadziej ciemnobrązowy. Kolor odnóży jest czarny. Głowę oraz spód ciała porasta owłosienie o barwie od białej do rdzawej, natomiast owłosienie na przedpleczu i pokrywach jest ciemne. Dość gęste punktowanie głowy zanika tylko pośrodku czoła. Stosunkowo smukłe czułki zbudowane są z 11 członów, spośród których trzeci jest dwukrotnie dłuższy od drugiego, człony od piątego do dziesiątego coraz szersze, a człon wierzchołkowy ma kształt owalny. Punktowanie regularnie wypukłego przedplecza jest rzadsze niż głowy. Niewielka tarczka ma obrys trójkątny. Punkty na silnie sklepionych pokrywach są większe, głębsze i mocniej rozproszone niż na przedpleczu. Zwieńczone delikatnymi pazurkami stopy wszystkich odnóży chować się mogą w rowkach na wewnętrznych stronach goleni. Od podobnego C. transsylvanicus samice odróżniają się łopatkowatymi płytkami genitalnymi, a samce gwałtownie zwężonymi ku wierzchołkom i zwieńczonymi dobrze widocznymi główkami paramerami.

## Ekologia i występowanie
Gatunek górski, endemiczny dla Tatr, znany głównie z ich polskiej strony, występujący na rzędnych od 1100 do 2300 m n.p.m. Stwierdzony został w dolinach: Chochołowskiej, Ciemnosmreczyńskiej, Kościeliskiej, ku Dziurze, Jaworzynce, Kasprowej, Starorobociańskiej i Pańszczycy, Boczaniu, Czerwonych Wierchach, Giewoncie i Małym Giewoncie, Kopie Kondrackiej i Magury, Kościelcu, Krzyżnem, Małołączniaku i Świnicy, na przełęczach: Goryczkowej, Kondrackiej, Liliowym i Świnickiej, na Kalatówkach oraz nad stawami: Czarnym pod Rysami, Czarnym Gąsienicowym i Zielonym Gąsienicowym i Zmarzłym Gąsienicowym. W Polsce jest jedynym przedstawicielem swojego rodzaju, natomiast na Słowacji występuje również C. transsylvanicus.
Owady dorosłe aktywne są od maja do września, przy czym najliczniej obserwuje się je w czerwcu i lipcu. Przebywają wśród porastających skały mchów i traw, na kamieniach oraz pod nimi. Widywane także wzdłuż szlaków górskich i w sąsiedztwie wyleżysk śniegu. O ich biologii nic nie wiadomo. Prawdopodobnie żerują na mszakach i glonach, podobnie jak inni przedstawiciele rodziny.

## Zagrożenie i ochrona
Goroń tatrzański umieszczony został w Polskiej czerwonej księdze zwierząt jako narażony na wyginięcie (VU). Nie jest objęty ochroną gatunkową, jednak wszystkie jego stanowiska znajdują się na terenach Tatrzańskiego Parku Narodowego i Tatranskego národnego parku.
Jako główne zagrożenie dla gatunku wymienia się masową turystykę górską, przyczyniającą się do niszczenia mchów i traw, m.in. poprzez ich wydeptywanie, co skutkuje fragmentacją populacji i ostatecznie prowadzić może do jej zaniku.